# Ламбада
Ламбада е танц, станал популярен в края на 1980-те и началото на 1990-те години.
Възниква в Бразилия. Наричан е още „забраненият танц“ поради еротичността и чувствеността си.
Танцува се по двойки, като телата са силно притиснати едно към друго. През 1990 излизат 2 филма: „Ламбада“ (1990) (Lambada: Set the Night on Fire) и „Забраненият танц“ (1990) (Lambada – The Forbidden Dance/Forbidden Dance Is Lambada).
Неговата популярност постепенно запада в средата на 1990-те.
Зук-Ламбада (наричан още Ламбада-Зук, Ламбазук или бразилски Зук) е група от тясно свързани танцови стилове базирани и еволюирали от танца ламбада и които обикновено се танцуват на Зук, Кизомба или друга музика, съдържаща Зук ритъм.